# De Havilland Vampire

Схема літака

Де Хевілленд DH.100 «Вампір» (англ. de Havilland DH.100 Vampire) — британський реактивний винищувач. Здійснив перший політ 20 вересня 1943 року. Став другим (після Gloster Meteor) реактивним літаком Королівських ВПС, стояв на озброєнні в 1945—1955 роках.

## Оператори
- Велика Британія
- Канада
- Австралія
- Нова Зеландія
- Австрія
- Венесуела